# São Pedro de Castelões
São Pedro de Castelões ist ein Ort und eine ehemalige Gemeinde (Freguesia) im portugiesischen Kreis Vale de Cambra. Die Gemeinde hatte 7252 Einwohner (Stand 30. Juni 2011).
Am 29. September 2013 wurden die Gemeinden Celorico (São Pedro), Celorico (Santa Maria) und Vila Boa do Mondego zur neuen Gemeinde União das Freguesias de Celorico (São Pedro e Santa Maria) e Vila Boa do Mondego zusammengeschlossen. Celorico (São Pedro) ist Sitz dieser neu gebildeten Gemeinde.